# 메타 (이탈리아)
메타(이탈리아어: Meta)는 이탈리아 캄파니아주 나폴리현에 위치한 코무네다. 나폴리로부터 남동쪽 25km 거리에 있다.

## 같이 보기
- 아말피 해안